# مقاطعة ساوندرس (نبراسكا)
مقاطعة ساوندرس (بالإنجليزية: Saunders County)‏ هي إحدى مقاطعات ولاية نبراسكا في الولايات المتحدة الأمريكية.